# Boujemaa Benkhrif
Boujemaa Benkhrif (en árabe: بوجمعة بنخريف‎; Marruecos, 1947) es un exfutbolista de Marruecos que jugaba en la posición de defensa.

## Carrera

### Club
Jugó toda su carrera con el KAC Kenitra de 1965 a 1981, con el que fue campeón nacional en dos ocasiones.

### Selección nacional
Jugó para Marruecos en 68 ocasiones de 1967 a 1974 y anotó cuatro goles; participó en la Copa Mundial de Fútbol de 1970, en los Juegos Olímpicos de Múnich 1972 y en la Copa Africana de Naciones 1972.

## Logros

### Club
- Botola (2): 1973, 1981
- Botola-2 (1): 1976

### Individual
- Equipo Ideal de la Copa Africana de Naciones 1972.